# Symplégades

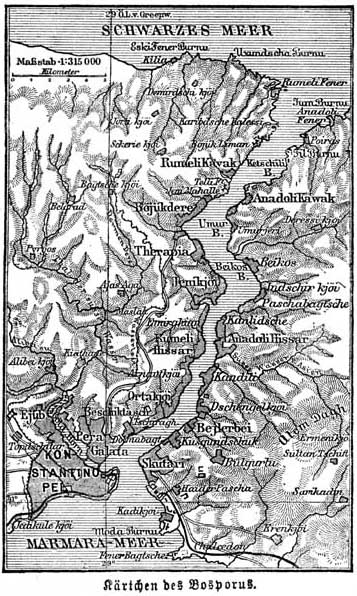
Le Bosphore vers 1888 : l’endroit le plus abrupt des deux rives est Kavak (jadis Λεύκα - Leuca).

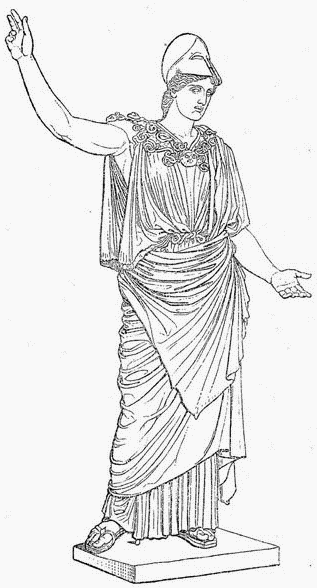
Pallas Athéna, protectrice de Jason.

Les Symplégades (en grec ancien, αἱ Συμπληγάδες sous-entendu πέτραι), « qui s’entrechoquent », sont dans la mythologie grecque des roches, voire des falaises, s’éboulant dans un détroit dont elles interdisent ainsi le passage. Dans le récit de la quête de la Toison d'or par Jason et les Argonautes, le détroit est le Bosphore et les Symplégades s’entrechoquent constamment, interdisant la navigation jusqu’à l’arrivée de la nef Argo. On les appelle aussi les « îles Cyanées » (noires ou d’un bleu sombre), les « roches vacillantes » ou les « pierres du pinacle » (« Planktes » ou encore « Planctes »). Dans diverses variantes du mythe, d’autres détroits (Bosphore cimmérien, Hellespont, Colonnes d’Hercule) peuvent posséder leurs Symplégades.
Pour passer les Symplégades, Jason, à bord de l’Argo, eut l’idée d’y envoyer une colombe, et d’y précipiter l’Argo juste derrière pour profiter du temps mort nécessaire à la remise en place des roches. Au passage de la colombe, les rochers s’entrechoquèrent mais la colombe put passer et avant qu’ils aient le temps de se remettre en place pour s’entrechoquer une seconde fois sur l’Argo, le bateau fila et les rochers se fixèrent pour toujours.
Pseudo-Apollodore raconte dans le premier livre de sa Bibliothèque (IIe siècle) que le devin Phinée, pour remercier les Argonautes de l'avoir délivré des Harpyes, leur enseigna aux comment ils devaient y naviguer : « ces roches s'élevaient de beaucoup au-dessus de la mer, et les vents les faisaient heurter l'une contre l'autre de telle manière qu'elles fermaient le passage ; elles étaient toujours environnées de brouillards épais, il s'y faisait un bruit épouvantable, et il était impossible aux oiseaux mêmes d'y passer. Phinée leur conseilla de lâcher un pigeon à travers ces roches, et leur dit que si le pigeon y passait, ils pouvaient y passer sans rien craindre, sinon, de ne pas tenter le passage. Ils partirent munis de toutes ces instructions, et étant arrivés auprès des roches, ils lâchèrent un pigeon de la proue ; le pigeon ayant pris son vol au travers, les deux roches en se rejoignant, lui emportèrent le bout de la queue. Ils saisirent alors le moment où les rochers s'écartaient de nouveau, et y passèrent à force de rames et par le secours de Junon. Le bout de leur poupe fut cependant fracassé. A compter, de ce moment, les Symplégades demeurèrent stables, d'après l'arrêt du Destin, qu'elles le seraient aussitôt qu'un vaisseau aurait passé au travers ».
Le tragique grec Euripide dans Médée (431 av. J.-C.), fait dire à la nourrice de Médée : « Plût aux dieux que le navire Argo n'eût pas volé par-delà les Symplégades bleu sombre vers la terre de Colchide[...] ». Puis, le chœur lui déclare « Vaines se sont perdues les peines de ton enfantement ; en vain tu as donc mis au monde une postérité chérie, toi qui as quitté des Symplégades les roches azurées, la passe inhospitalière ! ». Le même auteur, dans Andromaque (426 av. J.-C.), il fait parler ainsi Hermione (fille de Ménélas et Hélène) : « Que ne puis-je m'élancer loin de la terre de Phthie, sur des ailes rapides, comme un oiseau ! ou que ne suis-je le navire qui, le premier poussé par la rame agile, franchit les îles Cyanées ». Nicolas Artaud, dans sa traduction de cette tragédie, souligne que c'est une allusion au voyage des Argonautes dans Médée.
Vers 43, le géographe romain Pomponius Mela publie De situ orbis libri (ou De chorographia). Dans le deuxième livre, il décrit les îles de la mer Méditerranée, disant notamment « En face du Bosphore de Thrace on en voit deux petites, séparées par un étroit intervalle, et qu’on appelle Cyanées et Symplégades ; on a cru et dit autrefois qu’elles étaient mobiles et se rapprochaient l’une de l’autre ».
« Les roches Cyanées sont deux îlots situés à la limite du Bosphore et de la mer Noire sur la côte d’Europe. On les confondait souvent avec les Symplégades, les roches qui s’ouvrent et se referment au passage des vaisseaux ».

## Source
- Apollonios de Rhodes, Argonautiques. II, v. 317 sqq. & v. 549 sqq. [détail des éditions] [lire en ligne]
- Pline l'Ancien, Histoire naturelle [détail des éditions] [lire en ligne] (IV, xxvii, 1)